# Cuno Hoffmeister
| Odkryte planetoidy: 5                 | Odkryte planetoidy: 5 |
| ------------------------------------- | --------------------- |
| (2183) Neufang                        | 26 lipca 1959         |
| (3203) Huth                           | 18 września 1938      |
| (3674) Erbisbühl                      | 13 września 1963      |
| (4183) Cuno                           | 5 czerwca 1959        |
| (4724) Brocken[1]                     | 18 stycznia 1961      |
| - [1] wspólnie z Joachimem Schubartem |                       |

Cuno Hoffmeister (ur. 2 lutego 1892 w Sonnebergu, zm. 2 stycznia 1968 tamże) – niemiecki astronom.
Cuno Hoffmeister założył obserwatorium astronomiczne Sternwarte Sonneberg. Jest odkrywcą około 10 000 gwiazd zmiennych. Odkrył także 4 planetoidy samodzielnie oraz jedną z Joachimem Schubartem. Jest również współodkrywcą komety C/1959 O1 (Bester-Hoffmeister).
Jego imieniem nazwano krater uderzeniowy na Księżycu Hoffmeister oraz planetoidy (1726) Hoffmeister i (4183) Cuno.